# Electra Glide
Electra Glide (Electra Glide in Blue) è un film statunitense del 1973 diretto da James William Guercio.

## Trama
Il film narra la storia di John Wintergreen (Blake), un poliziotto di pattuglia addetto al traffico in Arizona. Complessato dalla piccola statura vuole realizzarsi entrando nella sezione investigativa criminale in sella ad una possente Harley-Davidson Electra Glide (da cui il titolo). Ottenuta la promozione, presto si rende conto di quanto cinismo e brutalità ci siano in quell'ambiente; deluso, tornerà al suo primo incarico ma non prima di aver risolto un caso di presunto suicidio.

## Produzione
Il regista J. W. Guercio è meglio conosciuto come il produttore dei primi undici album dei Chicago e diversi membri della band appaiono in ruoli secondari, tra cui Peter Cetera, Terry Kath, Lee Loughnane, e Walter Parazaider.

## Distribuzione
Fu presentato in concorso al 26º Festival di Cannes.